# لوکاویتسه (ناحیه شومپرک)
لوکاویتسه (به چکی: Lukavice) یک منطقهٔ مسکونی در جمهوری چک است که در ناحیه شومپرک واقع شده‌است. لوکاویتسه ۱۱٫۲۱ کیلومتر مربع مساحت و ۹۰۱ نفر جمعیت دارد و ۲۶۲ متر بالاتر از سطح دریا واقع شده‌است.